# 耶路撒冷 (布莱克)

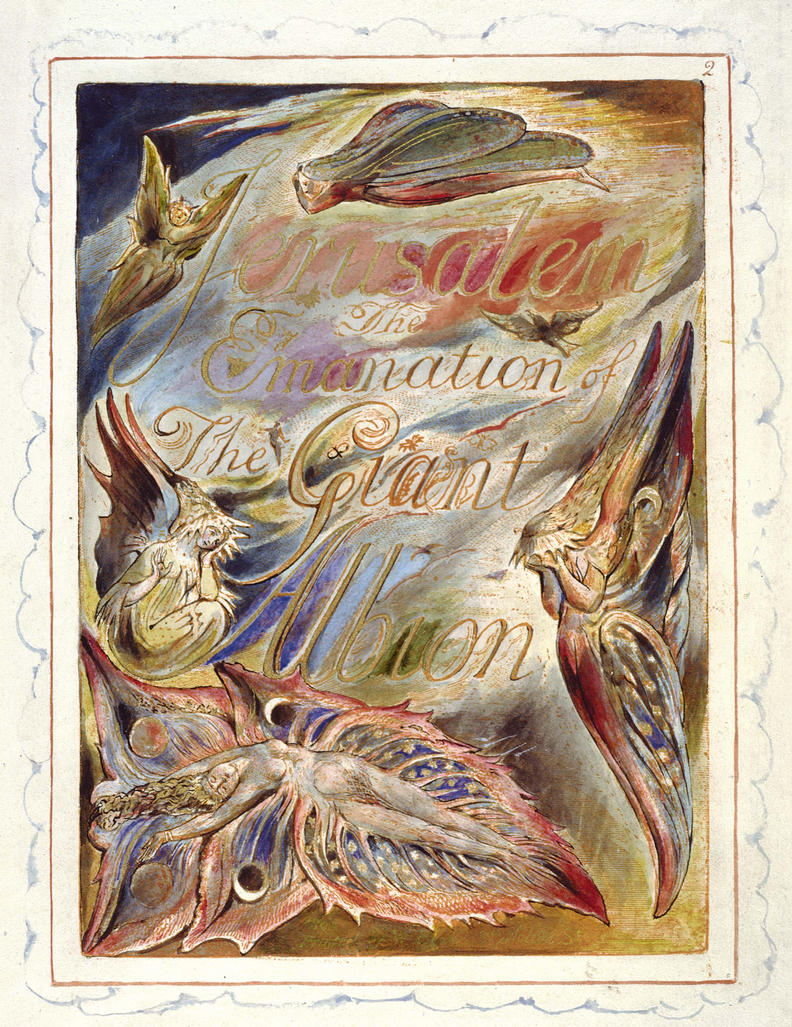
副本E封面

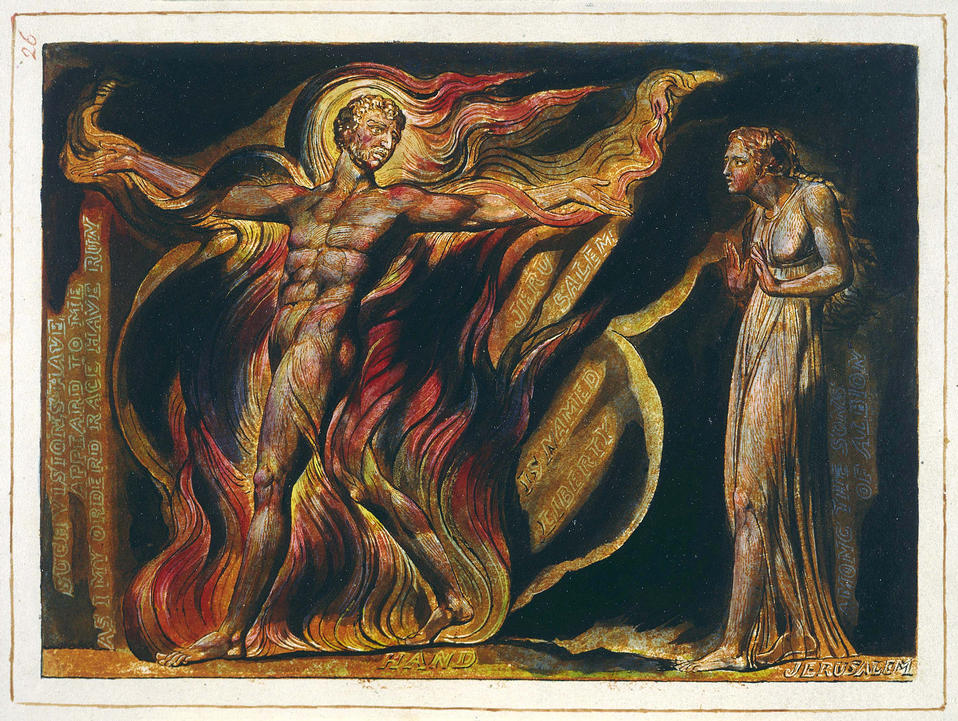
副本E插图

《耶路撒冷》（Jerusalem）副标题为《巨人阿尔比恩的流溢体》（The Emanation of the Giant Albion）是英国诗人、艺术家和雕刻家威廉·布莱克所写的预言书中最后、最长、最伟大的一本，完成于1804-1820年。该书采用蚀刻文字和巨大的全版插图，被称为“梦幻剧院”。诗人本人认为这是他的杰作，被称为“在布莱克的所有插图史诗中，这是迄今为止最公开、最容易得到的”。 尽管如此，布莱克一生只出版了六本，和布莱克的所有预言性作品一样，这本书也被同时代人所忽视。
著名赞美诗《耶路撒冷》的歌词与这首诗无关，事实上，它取自布莱克的另一本“预言书”《弥尔顿》的序言。